# Angra Toldo
Angra Toldo é uma aldeia de São Tomé e Príncipe, localiza-se no Distrito de Caué, ilha de São Tomé, próxima às localidades de Aguã João e de Aliança.